# Мала Шияновська вулиця
Мала́ Шияновська ву́лиця — вулиця в Печерському районі міста Києва, місцевість Печерськ. Пролягає від Печерської площі до бульвару Лесі Українки.
Прилучаються Арсенальний провулок і Арсенальна вулиця.

## Історія
Вулиця виникла в 30-ті—40-ві роки XIX століття. Мала назву Малошияновська (від прізвища статського радника Миколи Семеновича Шиянова (1779–1847), власника кількох будинків на цій та сусідній вулиці). Назва вулиця Немировича-Данченка на честь російського радянського театрального діяча  Володимира Немировича-Данченка (українсько-вірменського походження) надана 1940 року (назву підтверджено 1944 року).
Історичну назву вулиці відновлено 2023 року.

## Забудова
Забудова вулиці відноситься до другої половини XX століття. Пам'яткою архітектури є будинок № 2 — садиба 1890-х років («шияновський дім»). На початку XX століття тут розташовувався 168-й Миргородський піхотний полк.

## Установи
- Київський національний університет технологій та дизайну (буд. № 2)
- Новий драматичний театр на Печерську (буд. № 5)

## Зображення

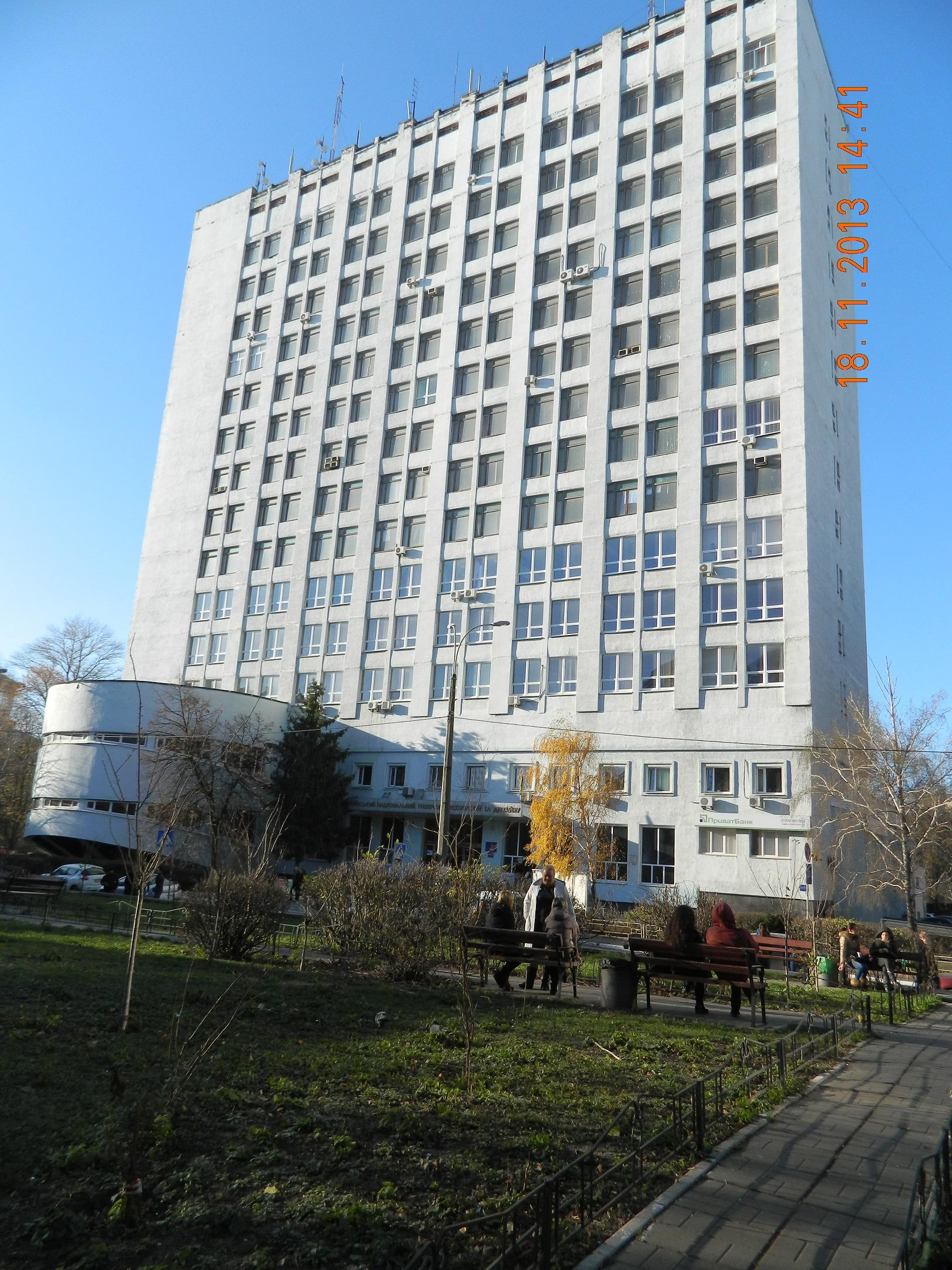
Головний корпус Київського Національного університету технологій та дизайну
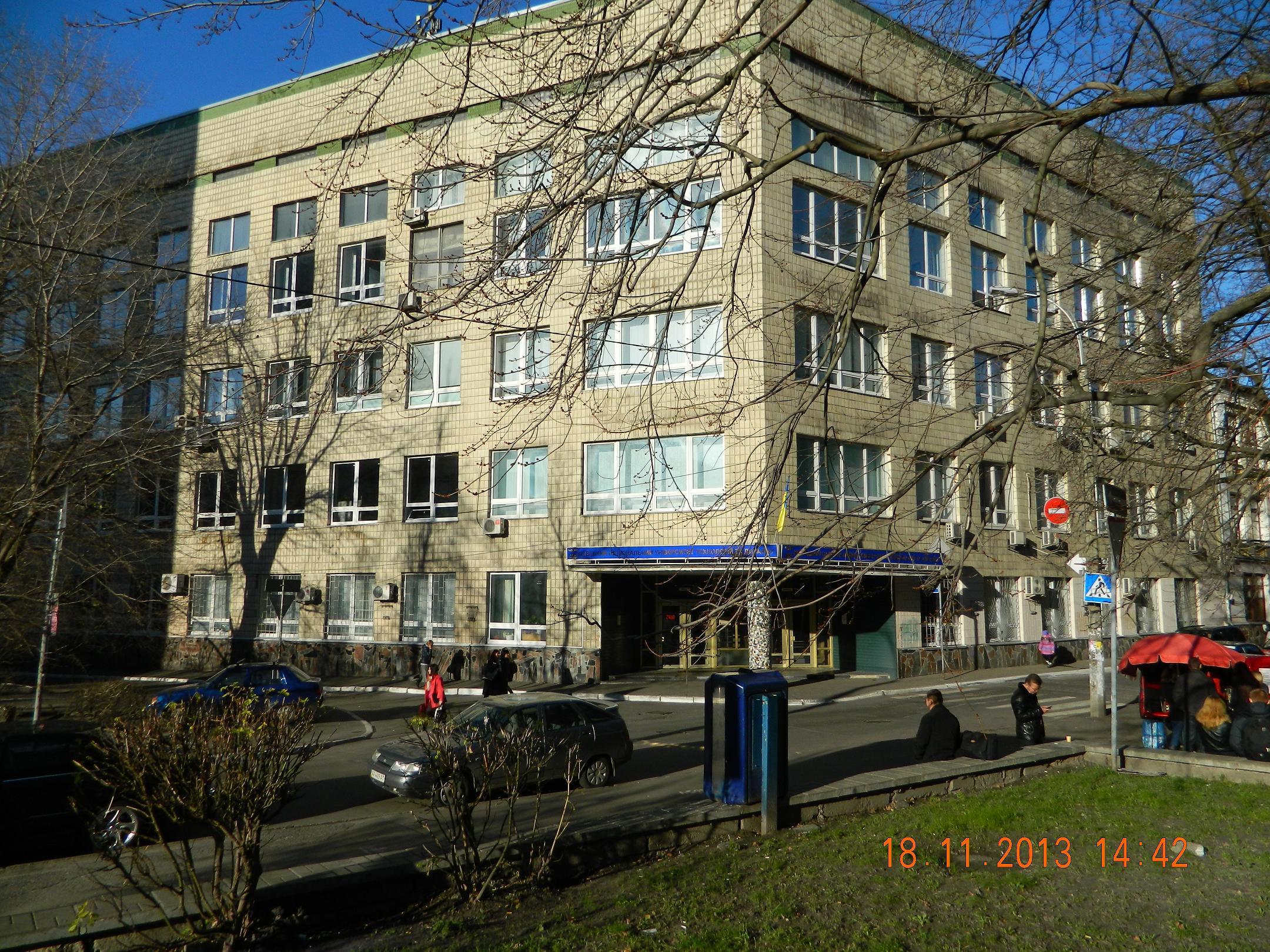
Старий корпус КНУ технологій та дизайну